# Археологічний музей Салонік
Археологічний музей в Салоніках зберігає та експонує археологічні знахідки різних періодів історії Салонік, а також області Македонія в цілому.
Будівля музею спроєктована грецьким архітектором Патроклом Карантіносом, зведена 1962 року. 1980 року музей розширили добудовою крила, в якому до 1997 року були виставлені знахідки зі столиці Стародавньої Македонії міста Вергіни. В період 2001—2004 років музей реконструювали та реорганізували його експозицію.

## Експозиція
У кімнатах центральної частини музею представлені колекції артефактів від доби архаїки до пізнього римського періоду, зокрема скульптура цього періоду та деякі архітектурні елементи. 2 окремі кімнати присвячені темам «Салоніки римської доби» та «Архаїчне кладовище Сіндос». В інших виставлені важливі знахідки царського поховання у Вергіні, а також знахідки з Кладовища Дервені разом з іншими поховальними атрибутами, знайденими на території Великих Салонік. На першому поверсі музею представлені також артефакти архаїчного і доісторичного періоду.

### Відомі експонати
- Кратер Дервені
- Статуя Гарпократа (кінець другого століття до нашої ери)
- Глава Серапіса (друге століття до нашої ери)
- Золотий ларнакс, у якому, як вважають, містились останки царя Філіппа ІІ.
- Бронзовий шолом і золота маска з цвинтаря у Сіндосі (кінець 6 століття до н. е.)
- Мармурові двері (македонська могила Святої Параскеви)
- Копія «Відкриття Афродіти» (421/420 до нашої ери)
- Золоті медалі (225—250 до нашої ери)
- Фрагменти інкрустованої підоги (мозаїка)
- Золотий щит (з королівської гробниці у Вергіні)
- Золоті діадеми, золоті диски і золота голови Медузи (350—325 до н. е.)
- Папірус з Дервені